# 小沢菜穂
小沢 菜穂（おざわ なほ、1983年1月26日 - ）は、日本の実業家。AV女優。

## 略歴
新潟県長岡市出身。2002年4月、セクシア（トライハートコーポレーション）専属女優としてAVデビュー。専門学校に通いエステティシャンの技術を身につけたが、就職内定先が倒産し、路上スカウトされてAV女優になった。
2004年12月15日、ケイ・エム・プロデュースの大忘年会で、如月カレン、桜朱音とともに「ミリオンガールズ2005」に選ばれた。
2005年6月、ミリオンの関連会社レアル・ワークス専属女優としてセルデビューを果たした（2社専属）。
2006年5月に一度AVを引退。2007年5月、『小沢菜穂 ザ・ファイナル』の発売をもって完全引退。本人のブログで同年4月30日付での引退が発表された。
引退後は、同じく人気AV女優だった早坂ひとみとともに、六本木でガールズバー、渋谷でカフェバーを共同経営している。
2024年7月3日にX（Twitter）を開始。7月18日にXでFALENOより17年ぶりの復帰作を公表。
復帰後は吉沢明歩の所属事務所であるaina所属となる。
2024年8月12日週FANZA通販フロアランキングにて、『完全引退から6287日…奇跡の復活「Re Birthday」 小沢菜穂』（FALENO）が初登場1位にランクイン。
同年9月9日週FANZA通販フロアランキングで『17年間分の性欲覚醒させるイキまくり完全アップデート4本番 映像特典復活前のテスト撮影ハメ撮り収録 小沢菜穂』（FALENO）が初登場1位を記録。

## 人物
趣味は、ネイルアート。2009年時点で娘がいる。

## 出演作品

### アダルトビデオ

#### 2002年
- My Birthday（4月24日、トライハート） ※デビュー作
- Love Story（5月25日、トライハート）
- 小沢菜穂のCosplasshion（6月21日、トライハート）
- 女教師の秘蜜（7月24日、トライハート）
- タマにはしゃぶりたい（8月25日（レンタル） / 6月30日（セル）、トライハート）
- ワイセツ クライマックス（9月20日、トライハート）
- あなたに逢いたい（10月24日、トライハート）
- コールガール痴女 小沢菜穂（11月18日、トライハート）
- 華乱美（12月20日（レンタル） / 2003年1月31日（セル）、トライハート）

#### 2003年
- 女教師狩り in 小沢菜穂（1月21日、マックス・エー）
- エロバカ日誌 大漁！OL釣り（2月22日、オルスタックピクチャーズ）
- 女尻（2月28日、アリスJAPAN）
- PIN（3月25日、ヴェガファクトリー）共演:早坂ひとみ、COCOLO、神谷沙織、伊東怜、なつき
- 監禁ボディドール（3月28日、マックス・エー）
- ガマンできずに義弟としちゃう痴女ナースお姉さん（4月25日、アリスJAPAN）
- 淫口 小沢菜穂（5月30日、マックス・エー）
- RED ZONE 小沢菜穂（5月30日、トライハート）
- 風俗で小沢菜穂としたいっ（6月20日、アリスJAPAN）
- ONE STYLE 小沢菜穂（6月27日、トライハート）
- 罪と罰（7月23日、VIP）
- 小沢菜穂 人間崩壊（8月15日、VIP）
- 淫女豹 小沢菜穂（8月22日、トライハート）
- 魔女の棲み家 III（9月30日、マックス・エー）
- Max Cafeへようこそ! 小沢菜穂（10月31日（レンタル） / 2004年2月21日（セル）、マックス・エー）
- my girl 小沢菜穂（11月28日、マックス・エー）
- R嬢の物語 第二章（12月26日、マックス・エー）

#### 2004年
- NATURAL BORN 小沢菜穂（1月30日、マックス・エー）
- なほチャンネル（2月27日、マックス・エー）
- 逆ソープ天国 小沢菜穂（3月19日、アリスJAPAN）
- 口内感染 小沢菜穂（5月28日、マックス・エー）
- ペルソナ 小沢菜穂（6月29日、マックス・エー）
- 酷夢～ドリーム～ 小沢菜穂（7月30日（レンタル） / 8月6日（セル）、トライハート）
- SHOOTING! 小沢菜穂（8月31日、マックス・エー）
- ワイセツレッグ 小沢菜穂（9月24日、トライハート）
- 菜穂のムラムラ私生活（10月29日、マックス・エー）
- 新 高校教師（11月1日、エンゲル）
- TABOO 小沢菜穂（11月30日、マックス・エー）
- Stylish Sex（12月28日、マックス・エー）

#### 2005年
- ようこそMax Airlineへ!（1月28日（レンタル） / 5月28日（セル）、マックス・エー）
- ナイト Naho（2月28日、マックス・エー）
- ONAメイツ（3月22日、マックス・エー）共演:吉沢明歩、佐藤真心
- Barbie Girl（3月29日、マックス・エー）
- 自分史（4月26日、マックス・エー）
- ONAメイツ 2（4月26日、マックス・エー）共演:吉沢明歩、佐藤真心
- 超スーパースター 小沢菜穂 完全版（5月20日、ケイ・エム・プロデュース）
- 超デジモ（6月3日、レアル・ワークス） ※セルデビュー作
- 責め痴女（6月17日、レアル・ワークス）
- ミリオンスペシャル ベストフレンド 3 完全版（6月17日、ケイ・エム・プロデュース）共演：早坂ひとみ
- 陵辱調教（7月22日、レアル・ワークス）
- 完全なるイカセ4時間2005（7月29日、ケイ・エム・プロデュース）…共演:早坂ひとみ
- 小沢菜穂と水元ゆうなのダブルドリーム スペシャル（8月19日、レアル・ワークス）…共演：水元ゆうな
- ミリオンプレミアム ミリオンガールズ 2005 フルスロットル 完全版（8月19日、ケイ・エム・プロデュース）共演:如月カレン、桜朱音
- 菜穂が奥さんになってあげる（9月23日、レアル・ワークス）
- もしも小沢菜穂が僕の彼女だったら… 完全版（9月30日、ケイ・エム・プロデュース）
- 猥褻フェラチオ（10月21日、レアル・ワークス）
- 裏・小沢菜穂 完全版（10月28日、ケイ・エム・プロデュース）
- リアルセックス（11月18日、レアル・ワークス）
- 小沢菜穂 4時間（11月25日、ケイ・エム・プロデュース）
- 今、小沢菜穂がスゴすぎる!（11月25日、ケイ・エム・プロデュース）
- 小沢菜穂と早坂ひとみのダブルドリームスーパースペシャル（12月16日、レアル・ワークス）…共演：早坂ひとみ
- 24人のカリスマアイドル5（12月16日、ケイ・エム・プロデュース）他23名出演
- 顔は東京 カラダは車中（12月23日、ケイ・エム・プロデュース）共演:早坂ひとみ、秋元なつみ

#### 2006年
- レアル（1月20日、レアル・ワークス）
- 風俗フルコース 小沢菜穂 完全版（1月27日、ケイ・エム・プロデュース）
- 超・超デジモ（2月17日、レアル・ワークス）
- 痴女フルコース 完全版（2月24日、ケイ・エム・プロデュース）
- 小沢菜穂 BEST 4時間（3月17日、レアル・ワークス）
- もしも小沢菜穂が僕のペットだったら… 完全版（3月24日、ケイ・エム・プロデュース）
- 菜穂マニア（4月21日、レアル・ワークス）
- 引退 小沢菜穂 完全版～小沢菜穂　故郷に帰る～（4月28日、ケイ・エム・プロデュース）共演：早坂ひとみ
- 初ぶっかけ! 初アナルセックス!で引退（5月19日、レアル・ワークス）　※一度目の引退作
- 完全撮りおろしスーパースター 4時間SPECIAL 3（5月19日、ケイ・エム・プロデュース）他出演:神谷姫、如月カレン、あいみ、上戸あい、綾瀬メグ、桜朱音、春咲あずみ、早乙女優、秋元なつみ
- VERY BEST OF 小沢菜穂 完全版（5月26日、ケイ・エム・プロデュース）
- 小沢菜穂 BEST 4時間 2（6月16日、レアル・ワークス）
- プレミアデジタルモザイク VOL.011（10月7日、プレミアム）※復活作
- 小沢菜穂アンコール（10月16日、マキシング）
- ハイパーデジタルモザイク Vol.043（11月1日、MOODYZ）
- 小沢菜穂のはじめて（11月16日、マキシング）
- 究極3P×4本番（12月1日、MOODYZ）

#### 2007年
- 小沢菜穂 緊急中出し（4月16日、マキシング）
- 小沢菜穂 ザ・ファイナル（5月16日、マキシング）※完全引退作

#### 2009年
- このナイスバディがスゴイ!（6月16日、マキシング）※総集編

#### 2024年
- 完全引退から6287日…奇跡の復活「Re Birthday」 小沢菜穂（9月12日、FALENO）
- 17年間分の性欲覚醒させるイキまくり完全アップデート4本番 小沢菜穂（10月10日、FALENO）
- 体液で交感する絶え間ない官能セックス（11月7日、FALENO）
- 初めての彼女は親友のお母さん（12月12日、DAHLIA）

#### 2025年
- 20年ぶりの同窓会で最低のゲス男だけどカラダの相性抜群だった元カレと再会…。（1月9日、DAHLIA）
- 出張先で長年一緒に働く女子社員と相部屋。「お前だけとは無いわ…」と冗談を言い合っていた関係なのにセックスしたら最高すぎた。（2月6日、DAHLIA）
- 解禁　禁欲中の敏感マ●コに大量膣内射精10発＆生ハメ大絶頂ドキュメント（3月6日、DAHLIA）
- 夫の愚痴を聞いてくれる上司と欲求不満が解消するまで唾液を絡ませ求め合った接吻中出し性交（4月10日、DAHLIA）
- セレブぶったママ友の菜穂が超ムカつくから、壊れるまで中出し×××してもらったんだ。（5月8日、DAHLIA）
- 終電なくなり女上司の家にお泊り…無防備なデカ尻に我慢出来ずに即ハメバック中出し！「もう…皆には内緒だよ」と会社でも何度もヤリまくった。 （6月12日、DAHLIA）
- 【規則的ネチネチリズム膣奥ピストン】で絶頂の先へ…弱みを握られ…隣人のキモオヤジのチ○ポで人生初【深イキ】させられてしまいました。（7月10日、DAHLIA）
- 【喪服キメセクNTR】亡くなった旦那の親友と葬式前夜に不謹慎なSEXでチ○ポ狂いの覚醒状態に…気づいたら大乱交になっていました。（8月21日、DAHLIA）

### イメージビデオ
- 真裸【MAPPA】 小沢菜穂（2005年1月30日、シャッフル）

### シングル
- Catch Your Heart（2003年10月31日、Nuts） - マキシシングル CD
- little lover（2004年11月18日、Sexual Kiss Records） - マキシシングル DVD + CD

### ネット配信
- チャトラ!EX 小沢菜穂 残暑見舞いライブレポート（2003年9月1日、X CITY）

## 出演

### テレビ
ドラマ
- 特命係長 只野仁（テレビ朝日） - 2ndシーズン 第19話 銀座のホステス 役

バラエティ
- Peach-Pit 桃のたね（MONDO TV）
- すすきの天国 よるたまVI（2005 - 2006年、テレビ北海道）コーナーレギュラー
- 「北海道"うまいっしょリポート"なまらっ!!満腹女神」（※MAN-ZOKUディーバとして）

### オリジナルビデオ
- ノーパン女教師2（2003年、野尻克己監督）- 美樹 役、主演
- 新 高校教師 ひと夏の思い出（2004年、城定秀夫監督）- 笑子 役、主演
- SEXY女仕置人　～必殺!3人同時責め！～（2005年、溜池ゴロー監督）如月カレン、桜朱音とのトリプル主演
- ひとみと菜穂の監禁凌辱物語　禁断の関係（2005年、溜池ゴロー監督）- 菜穂 役、主演
- シベリア超特急・番外編　欲望列車（2005年、ぼん西田、中田圭監督）
- 新 高校教師　放課後の痴情　汚された聖女たち（2008年、友松直之、城定秀夫、久保和明監督）※新 高校教師シリーズ4作の総集編